# Рамсей, Джон, 1-й лорд Ботвелл
Джон Рамсей, 1-й лорд Ботвелл, также известный как сэр Джон Рамзи из Траринзина (англ. John Ramsay, 1st Lord Bothwell; ок. 1464 — 9 сентября 1513) — шотландский пэр и придворный.

## Биография
Сын Джона Рамсей из Корстоуна в Файфе (родственника Расея из Карнока, иначе Питкруви) и Джанет Нейпир, предположительно принадлежавшей к Мерчистонским Нейпирам. Джанет Нейпир позже вышла замуж за Джона Уилсона из Эдинбурга (парламентские записи 1484 года).
Джон Рамсей был женат первым браком на Изабель Кант в 1484 году. Затем он женился на Джанет Кеннеди, дочери Джона Кеннеди, 2-го лорда Кеннеди, и леди Элизабет Сетон, примерно 6 ноября 1505 года. Джанет Кеннеди была любимой любовницей короля Шотландии Якова IV Стюарта, и это, возможно, был брак по политическим соображениям. Второй брак закончился разводом. Затем он женился на Изабель Ливингстон, до февраля 1507/8.
Он был при дворе короля Шотландии Якова III Стюарта и вызывал недовольство аристократов. Главным обвинением короля была его зависимость от «фаворитов низкого происхождения». В парламенте 24 февраля 1484 года король даровал ему баронство Ботвелл. В июле 1482 года он избежал казни со стороны противников короля на мосту Лаудер, вскочив на королевского коня, чтобы выжить. По другой версии, он цеплялся за короля и умолял сохранить ему жизнь: король убедил лордов пощадить его из-за его крайней молодости (возможно, ему все ещё было всего 18 лет). Он заседал в парламенте в 1485 и 1487 годах как лорд Ботвелл. Он расстроил аристократов, получив королевский мандат, согласно которому он один мог носить оружие в пределах королевской резиденции, вероятно, действуя в качестве королевского телохранителя в своей роли мастера королевского двора. Он был оруженосцем королевской палаты, аудитором казначейства в 1484 году и уполномоченным по сдаче в аренду земель короны. Джон Рамсей был послом в Англии в 1485 и 1486 годах. Его репутация ещё больше ухудшилась после смерти королевы Маргариты.
8 октября 1488 года, после смерти короля Якова III в битве при Сочиберне, Джон Рамсей потерял свой титул. Он остался в Англии, действуя в качестве шпиона для короля Англии Генриха VII Тюдора, и взял плату за доставку шотландского короля Якова IV Генриху.
При Якове IV ему было разрешено вернуться в Шотландию в 1496 году, и 8 сентября 1496 года он написал из Берика-апон-Туида, в котором советовал Генриху VII, как он может победить запланированное вторжение в Нортумбрию Якова IV и Перкина Уорбека.
Он был реабилитирован 8 апреля 1497 года, хотя и не восстановил свое звание пэра или все свои прежние титулы. Ему были пожизненно пожалованы земли Тилинга и Полгави в Файфе, Траринзин близ Камнока в Айршире и половина земель Киркандрюса в Уигтауншире. Он принял титул сэра Джона Рамсея из Траринзина. 13 мая 1498 года он получил грамоту на жилой дом в Каугейте, Эдинбург, 6 ноября 1500 года — земли в Форрестерсвинде.
В 1503 году Джон Рамсей был капитаном Линлитгоу, вероятно, тамошнего дворца. Он договорился о браке Якова IV с дочерью английского короля Генриха VII, заложив тем самым краеугольный камень Соединённого Королевства.
13 мая 1510 года он получил безвозмездное служение и особые привилегии на земли и баронство Балмейн в Кинкардиншире, возведенные в свободное баронство для него и его преемников.
Он умер 9 сентября 1513 года в битве при Флоддене, убитый в бою.
Его сын Уильям Рамсей, родившийся около 1510 года, был передан епископу Данблейна Джеймсу Чисхолму, брату по материнской линии сэра Джона Рамсея. Уильям был предком баронетов Рамсей из Балмейна.